# Польща на зимових Олімпійських іграх 1928
Польща на зимових Олімпійських іграх 1928 року, які проходили в швейцарському місті Санкт-Моріц, була представлена 26 спортсменами (всі чоловіки) у 5 видах спорту. Прапороносцем на церемонії відкриття Олімпійських ігор був лижник Анджей Кшептовський I. Польські спортсмени не здобули жодної медалі.

## Бобслей
| След | Спортсмени                                                                               | Дисципліна | Спуск 1 | Спуск 1 | Спуск 2 | Спуск 2 | Разом  | Разом |
| След | Спортсмени                                                                               | Дисципліна | Час     | Місце   | Час     | Місце   | Час    | Місце |
| ---- | ---------------------------------------------------------------------------------------- | ---------- | ------- | ------- | ------- | ------- | ------ | ----- |
| POL  | Юзеф Броель-Платер Єжи Бардзіньський Єжи Луцький Єжи Потуліцький-Скужевський Антоні Бура | П'ятірки   | 1:44.8  | 15      | 1:46.8  | 18      | 3:31.6 | 17    |

## Лижне двоборство
| Спортсмен         | Змагання                    | Лижні перегони | Лижні перегони | Лижні перегони | Стрибок з трампліну | Стрибок з трампліну | Стрибок з трампліну | Стрибок з трампліну | Разом  | Разом |
| Спортсмен         | Змагання                    | Бали           | Час            | Місце          | Дистанція 1         | Дистанція 2         | Бали                | Місце               | Бали   | Місце |
| ----------------- | --------------------------- | -------------- | -------------- | -------------- | ------------------- | ------------------- | ------------------- | ------------------- | ------ | ----- |
| Александер Розмус | нормальний трамплін / 18 км | 2'12:26        | 2.375          | 24             | 49.0                | 56.5                | 15.187              | 10                  | 8.781  | 22    |
| Станіслав Мотика  | нормальний трамплін / 18 км | 2'08:31        | 4.250          | 21             | 38.5                | 37.5                | 10.812              | 25                  | 7.531  | 24    |
| Броніслав Чех     | нормальний трамплін / 18 км | 1'48:58        | 14.125         | 6              | 51.0 (fall)         | 60.5                | 11.166              | 23                  | 12.645 | 10    |

## Лижні перегони
| Дисципліна      | Спорстмени              | Дистанція    | Дистанція |
| Дисципліна      | Спорстмени              | Час          | Місце     |
| --------------- | ----------------------- | ------------ | --------- |
| 18 км, чоловіки | Анджей Кшептовський II  | 1'59:02      | 25        |
| 18 км, чоловіки | Здзіслав Мотика         | 1'58:10      | 23        |
| 18 км, чоловіки | Юзеф Буяк               | 1'54:38      | 18        |
| 50 км, чоловіки | Станіслав Вільчиньський | не фінішував | –         |
| 50 км, чоловіки | Францішек Кава          | 6'11:08      | 27        |
| 50 км, чоловіки | Юзеф Буяк               | 5'44:19      | 19        |
| 50 км, чоловіки | Анджей Кшептовський II  | 5'36:55      | 13        |

## Стрибки з трапліна
| Спортсмен                 | Дисципліна          | Стрибок 1 | Стрибок 2   | Разом  | Разом |
| Спортсмен                 | Дисципліна          | Стрибок 1 | Стрибок 2   | Бали   | Місце |
| ------------------------- | ------------------- | --------- | ----------- | ------ | ----- |
| Александер Розмус         | нормальний трамплін | 41.0      | 53.0        | 13.166 | 25    |
| Станіслав Гонсеніца Сєчка | нормальний трамплін | 41.0      | 58.0        | 13.917 | 23    |
| Анджей Кшептовський I     | нормальний трамплін | 41.5      | 46.5        | 12.604 | 27    |
| Броніслав Чех             | нормальний трамплін | 56.5      | 62.5 (fall) | 6.333  | 37    |

## Хокей
| — | Польща (POL) |
|   | Тадеуш Адамовський Едмунд Чапліцький Александер Ковальський Влодзімеж Кригєр Люц'ян Кулей Станіслав Пастецький Александер Случановський Юзеф Стоговський Кароль Шенайх Александер Тупальський Казімеж Жебровський |

### Попередній етап
Турнірна таблиця
Найкраща команда проходить у медальний раунд:
| М | Команда        | І | Пер | Н | Пор | Ш   | О |
| - | -------------- | - | --- | - | --- | --- | - |
| 1 | Швеція         | 2 | 1   | 1 | 0   | 5:2 | 3 |
| 2 | Чехословаччина | 2 | 1   | 0 | 1   | 3:5 | 2 |
| 3 | Польща         | 2 | 0   | 1 | 1   | 4:5 | 1 |

Скорочення: М = підсумкове місце, І = ігри, Пер = перемоги, Н = нічиї, Пор = поразки, Ш = закинуті та пропущені шайби, О = набрані очки
Результати поєдинків
| Дата       | Команда        | Рахунок | Команда        |
| ---------- | -------------- | ------- | -------------- |
| 11.02.1928 | Швеція         | 3:0     | Чехословаччина |
| 12.02.1928 | Швеція         | 2:2     | Польща         |
| 13.02.1928 | Чехословаччина | 3 : 2   | Польща         |